# Vegufs
Vegufs är ett berg i republiken Island.  Det ligger i regionen Austurland, 400 km öster om huvudstaden Reykjavík. Toppen på Vegups är 565 meter över havet.
Trakten runt Vegufs är nära nog obefolkad, med mindre än två invånare per kvadratkilometer. Det finns inga samhällen i närheten. Trakten runt Vegufs består i huvudsak av gräsmarker.